# Лоу, Эдвард Джозеф
Эдвард Джозеф Лоу (англ. Edward Joseph Lowe; 11 ноября 1825 — 10 марта 1900, Чепстоу, Монмутшир) — английский ботаник, метеоролог и астроном, опубликовавший работы по широкому кругу вопросов, включая светящиеся метеоры, солнечные пятна, зодиакальный свет, метеорологические наблюдения во время затмения 1860 года (в Фуэнте-дель-Мар, около Сантандера), конхологию и ботанику.

## Биография

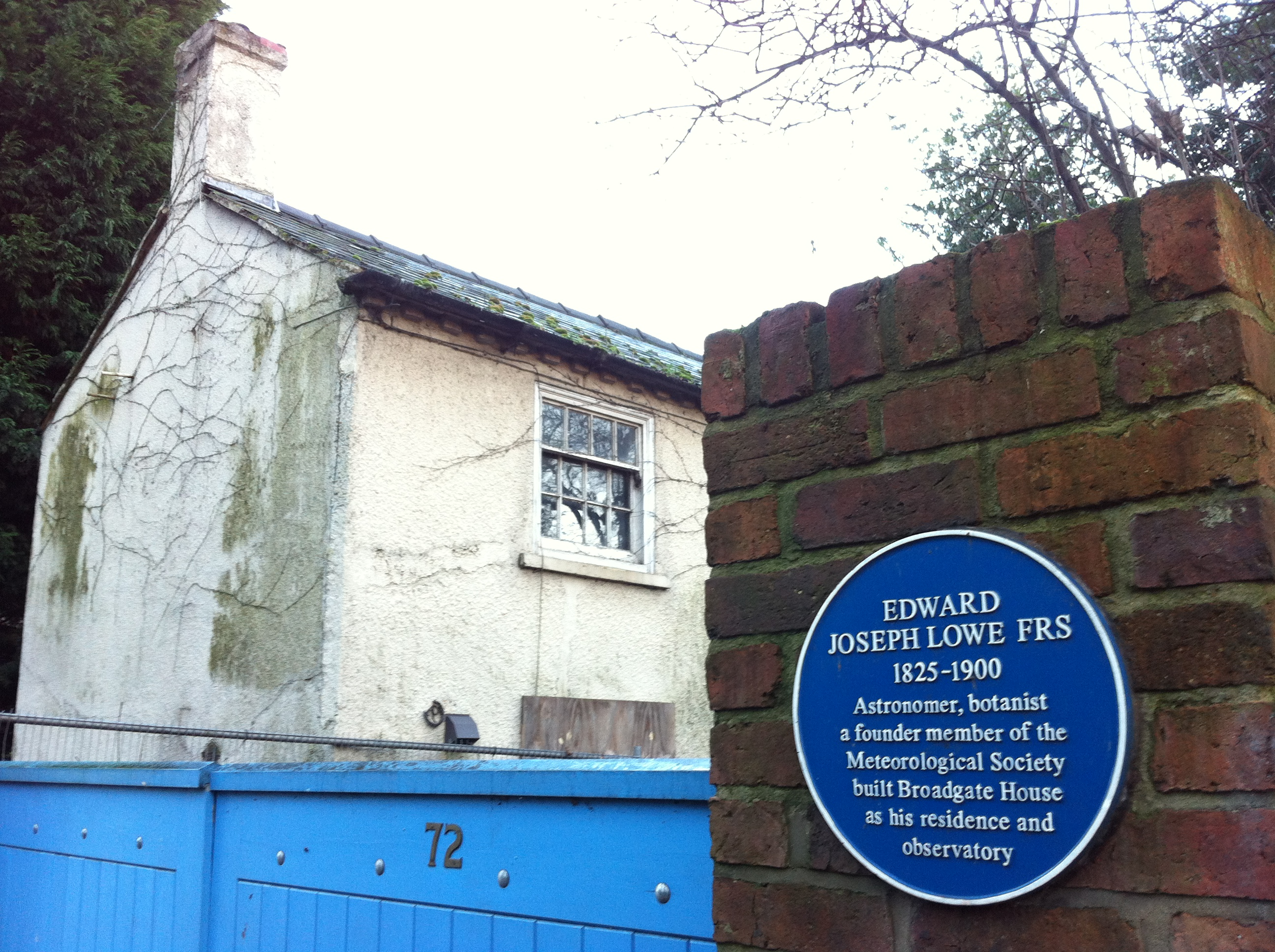
Бродгейт Хаус, обсерватория и резиденция Лоу

Лоу родился в Хайфилд Хаус, Ноттингемшир, в богатой семье. Сын Альфреда Джозефа Лоу, он начал свои научные наблюдения в возрасте 15 лет. Альфред был членом многих национальных и местных астрономических обществ и особенно интересовался метеорологией и астрономией.
Заинтересовавшись папоротниками начал их серьёзное изучение. Наиболее известной его работой была «Ferns: British and Exotic», состоящая из восьми иллюстрированных томов, опубликованных в Лондоне издательством «Groombridge and Sons» в 1856 году. Экслибрисы были нарисованы А. Ф. Лидоном и выгравированы Бенджамином Фосеттом. Сотрудничал в наблюдениях за светящимися метеорами с профессором Баденом Пауэллом из Оксфорда. Лоу изобрёл сухой пороховой тест на содержание озона в атмосфере. Был одним из основателей и первых членов Метеорологического общества, а также членом Королевского, Геологического, Линнеевского, Королевского астрономического и других научных обществ.
После Всемирной выставки 1851 года в Ноттингеме начали строить общественную обсерваторию. Генри Лоусон предложил свою коллекцию астрономических телескопов, но проект провалился из-за отсутствия государственного финансирования. Лоусон убедил Лоу принять инструменты для обсерватории в его собственном доме в Бистоне, построенном в 1849 году. Бродгейт Хаус открылся в качестве обсерватории в 1855 году и имел вращающуюся куполообразную крышу. Бистонская обсерватория предназначалась в основном для метеорологических наблюдений. Наряду с обычными метеорологическими приборами в ней имелся маятник для регистрации землетрясений, который поднимался на 33 фута к вершине здания. Стержень маятника был сделан из дерева и заканчивался нагруженным шаром из латуни и свинца весом 2 фунта со стальным острием, который воздействовал на гладкую поверхность из твердого обожженного мела. Когда верхняя часть здания раздавалась от толчка землетрясения, стальное острие вписывало результат в мел. На вершине дома он установил электрометры с осветительными проводами, проведенными от деревьев вокруг здания. Они подводились к двум позолоченным шарам и цилиндрам для определения отрицательного и положительного характера электричества и его относительного количества.
Отец Лоу, Альфред, также построил ещё одну обсерваторию около железнодорожной станции Бистон. Она просуществовала до тех пор, пока не была снесена в 1965 году.
Для наблюдения солнечного затмения 18 июля 1860 года правительством была направлена экспедиция в Испанию, и Лоу был назначен руководителем метеорологического отдела в Сантандере. В 1866 году был местным секретарем Британской ассоциации на собрании в Ноттингеме, а в 1868 году — президентом Ноттингемского литературного и философского общества.
2 января 1849 года Лоу женился на Энн Олкок (1829—1911), дочери Джорджа Олкока, в церкви Святой Марии в Ноттингеме. В браке родились двое детей: Альфред Эдвард Лоусон Лоу (1849—1888) и Хью Ли Пейтон Лоу (1857—1933).
В 1882 году он переехал из Бистона в Ширньютон Холл, недалеко от Чепстоу, Монмутшир, где и умер 10 марта 1900 года.